# Александровка (село, Каменский район)
Алекса́ндровка — село в Каменском районе Пензенской области Российской Федерации. Входит в Фёдоровский сельсовет.

## География
Русское село Федоровского сельсовета, в 10 км к югу от него, в верховьях реки Атмис.

## История
Земля принадлежала знатным царедворцам генералам Головиным, Долгоруковым, Воейковым.
В 1877 — в составе Кувакской волости Нижнеломовского уезда (волостное правление в селе Студенец); 206 дворов, церковь, школа, 3 поташных завода. Церковь во имя Св.архистратига Михаила была построена в 1880 году; единоверческая церковь во имя Св. Троицы — в 1881 году.
Советская власть была установлена 15 февраля 1918 года. Колхозы «Красноармеец», «Красная нива», «Возрождение», «им. Хрущева», «18 Партконференции», «Красный пахарь», «20 Партсъезда» создавались с 30-х по 60-е годы 20 века.
В 1969 основан совхоз «Кургановский», и Александровка стала его отделением. Первый директор совхоза — В. Н. Волков.
21 августа 1986 года по селу прошел смерч, очень сильно повредив несколько жилых домов, с/х технику, зеленые насажденья. Смерч был такой силы, что поднимал в воздух и отбрасывал на десятки метров зерноуборочные комбайны. В результате смерча один человек погиб и один получил травму.

## Население
| 1864 | 1877  | 1897  | 1911  | 1926  | 1930  | 1939 |
| ---- | ----- | ----- | ----- | ----- | ----- | ---- |
| 1200 | ↗1443 | ↗1508 | ↗1851 | ↘1156 | ↗2145 | ↘907 |
| 1959 | 1979  | 1989  | 1996  | 2002  | 2010  |      |
| ↗923 | ↘588  | ↘407  | ↗423  | ↘376  | ↘330  |      |

## Известные уроженцы
- Кизюрин Александр Дмитриевич (1879—1971) — ученый, доктор сельскохозяйственных наук, профессор Омского сельскохозяйственного института, председатель Омского отдела Географического общества СССР
- Маловский Алексей Александрович (1904—1942) — подполковник, начальник 26-го пограничного отряда, участник обороны Одессы, кавалер орденов Боевого Красного Знамени, погиб в 1942 году.
- Богомазов Матвей Васильевич (1904—1987) — основатель совхоза «Каменский», ветеран ВОВ и труда, орденоносец, награжден медалью ВДНХ, депутат районного и сельского советов.
- Каурцев Константин Сергеевич (1925—1968) — фельдшер, отличник здравоохранения СССР, ветеран ВОВ, депутат сельского совета.
- Попченков Валентин Петрович — почетный гражданин г. Каменки, депутат районного совета народных депутатов, орденоносец, ветеран труда, грейдерист ДРСУ.
- Кабанов Иван Афaнасьевич — комбайнер, кавалер ордена Ленина.
- Елистратовa (Калининa) Мария Ивановнa — педагог, заслуженный учитель школы РСФСР.
- Корытцевa Александрa Михайловнa - животновод, заслуженный работник сельского хозяйства РФ
- Кузнецов Анатолий Иванович - механизатор, заслуженный работник сельского хозяйства РФ
- Куленков Анатолий Дмитриевич - механизатор, заслуженный работник сельского хозяйства РФ
- Щипцов Борис Иванович - механизатор, заслуженный работник сельского хозяйства РФ
- Сокова Александра Ивановна- педагог, заслуженный учитель школы РСФСР.
- Соков Константин Тимофеевич- агроном, педагог, участник ВОВ.

## Инфраструктура
В селе действует начальная школа, дом культуры.
Село электрифицировано, газифицировано, не имеет централизованного водоснабжения.
Через село проходит асфальтированная дорога, соединяющая его с центральной усадьбой, деревней Кургановка, и дальше с трассой «Пенза — Тамбов».

## Улицы
Село разделено на две улицы трассой «Пенза-Беково»:
- ул. Райская (89 домов) в сторону Кургановки.
- ул. Бухарская (101 дом) в сторону Бухаринской платины.